# Orange (Vaucluse)
Orange település Franciaországban, Vaucluse megyében. Lakosainak száma 29 357 fő (2022. január 1.). Orange Piolenc, Châteauneuf-du-Pape, Caderousse, Jonquières, Camaret-sur-Aigues, Courthézon, Montfaucon, Roquemaure, Sérignan-du-Comtat és Uchaux községekkel határos.

## Fekvése
Avignontól északra fekvő település.

## Története

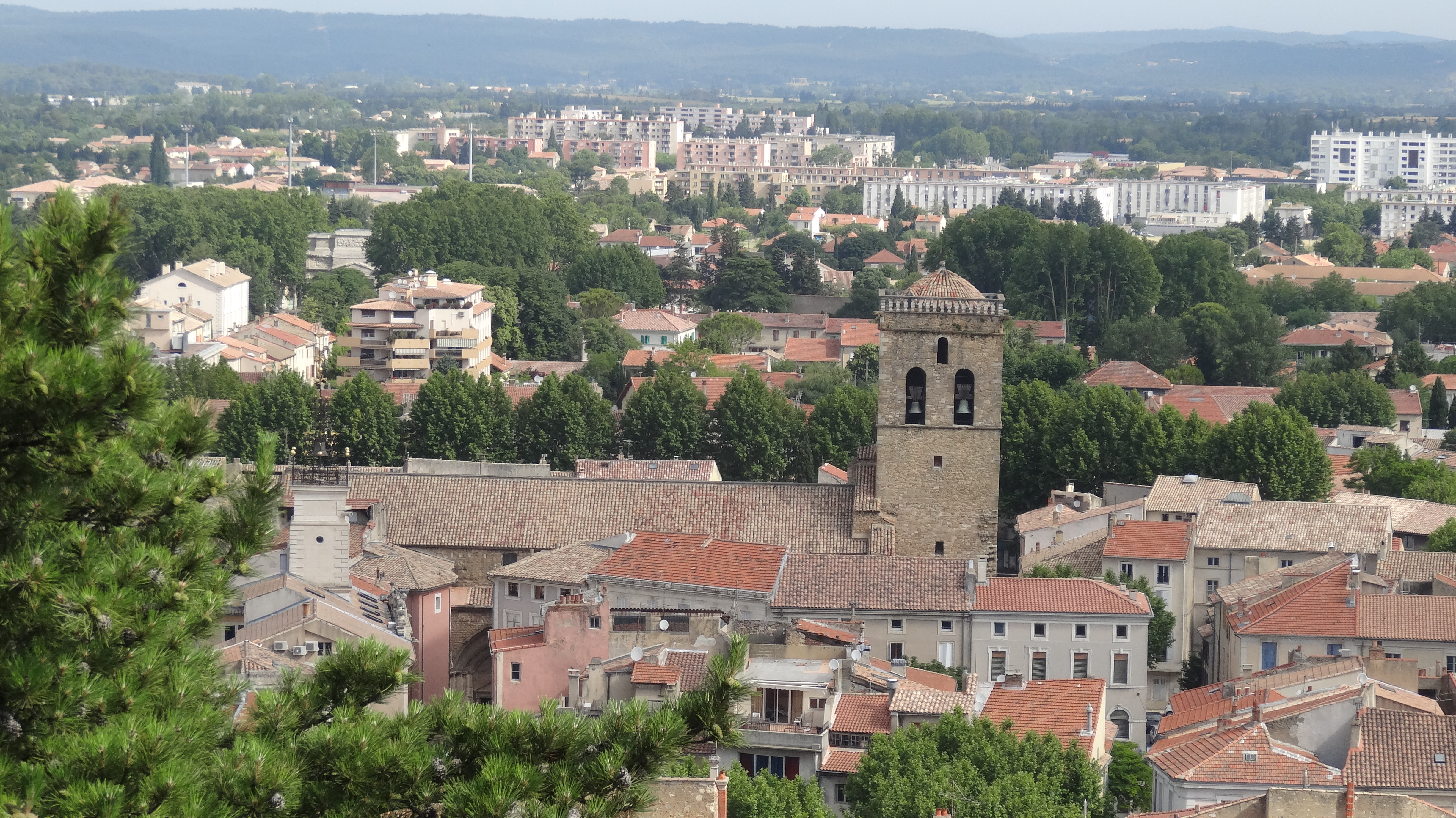

Helyén korábban egy kelta település állt, majd a római időkben itt a római telepesek észak-provence-i, nagy kiterjedésű fővárosa állt. Orange kétezer évvel ezelőtt egy miniatűr Róma volt, kiegészítve számos középülettel. A város virágzott, míg 412-ben a vizigótok foglalták el. Ez idő tájától vált nagyrészt kereszténnyé. Két fontos zsinatot is tartottak itt, 441-ben és 529-ben.
A Karoling uralkodók Orange-ből erednek, a nyolcadik századtól. A 12. században Orange kisebb fejedelemség volt Andorrai Orange néven, mint a Német-római Birodalom hűbérbirtoka. Ebben az időszakban, a város és a fejedelemség Dauphinhoz tartozott.
Hallgatag Vilmos Hollandiában örökölte az Oránia hercege címet 1544-ben.

## Nevezetességek
- Diadalív - Augusztus császár korából.
- Római színház - monumentális homlokzata 103 méter széles és 37 méter magas. A rómaiak idején 40 000 néző befogadására volt alkalmas. Ma a világörökség része.

## Galéria

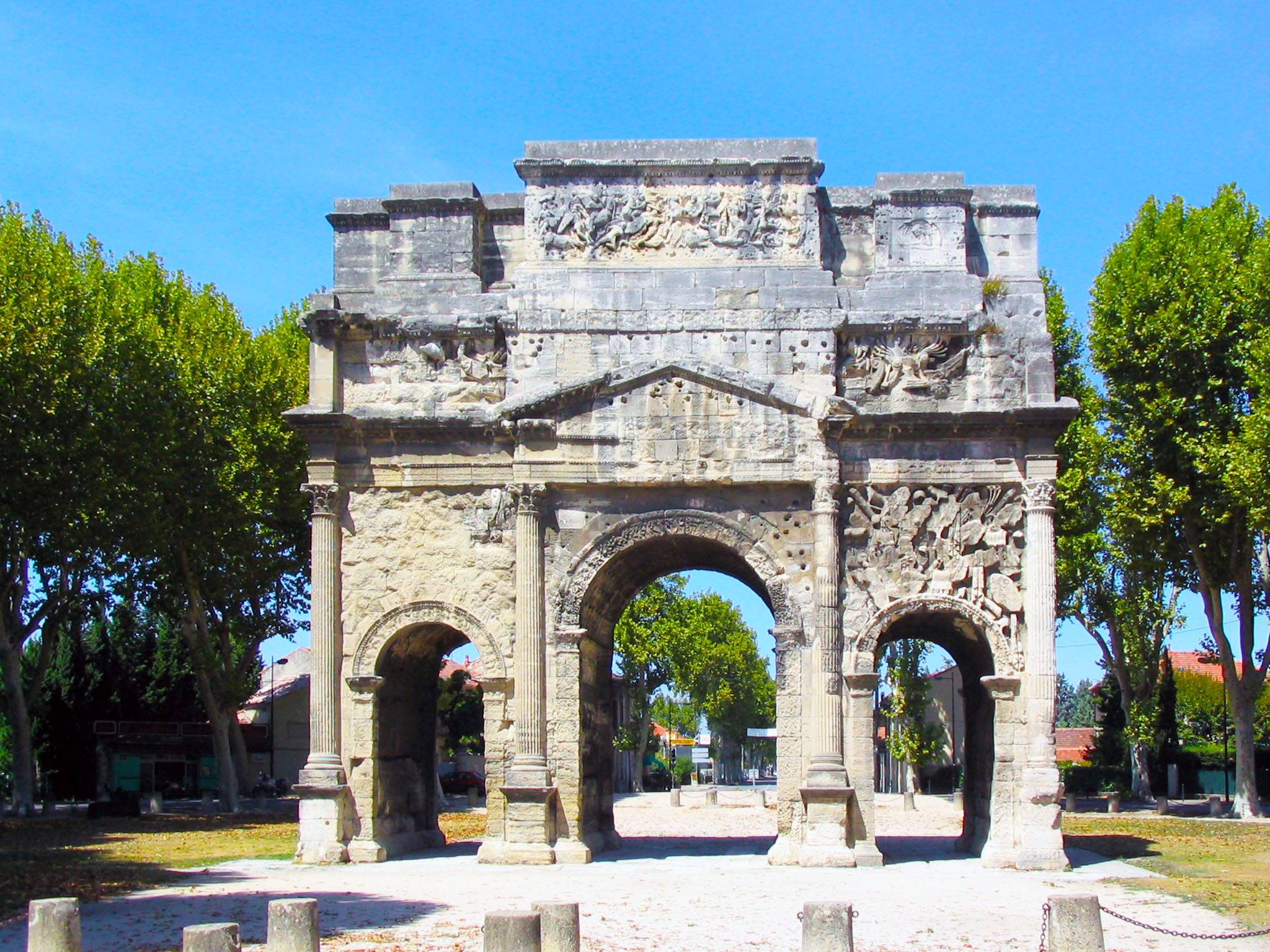
Római diadalív
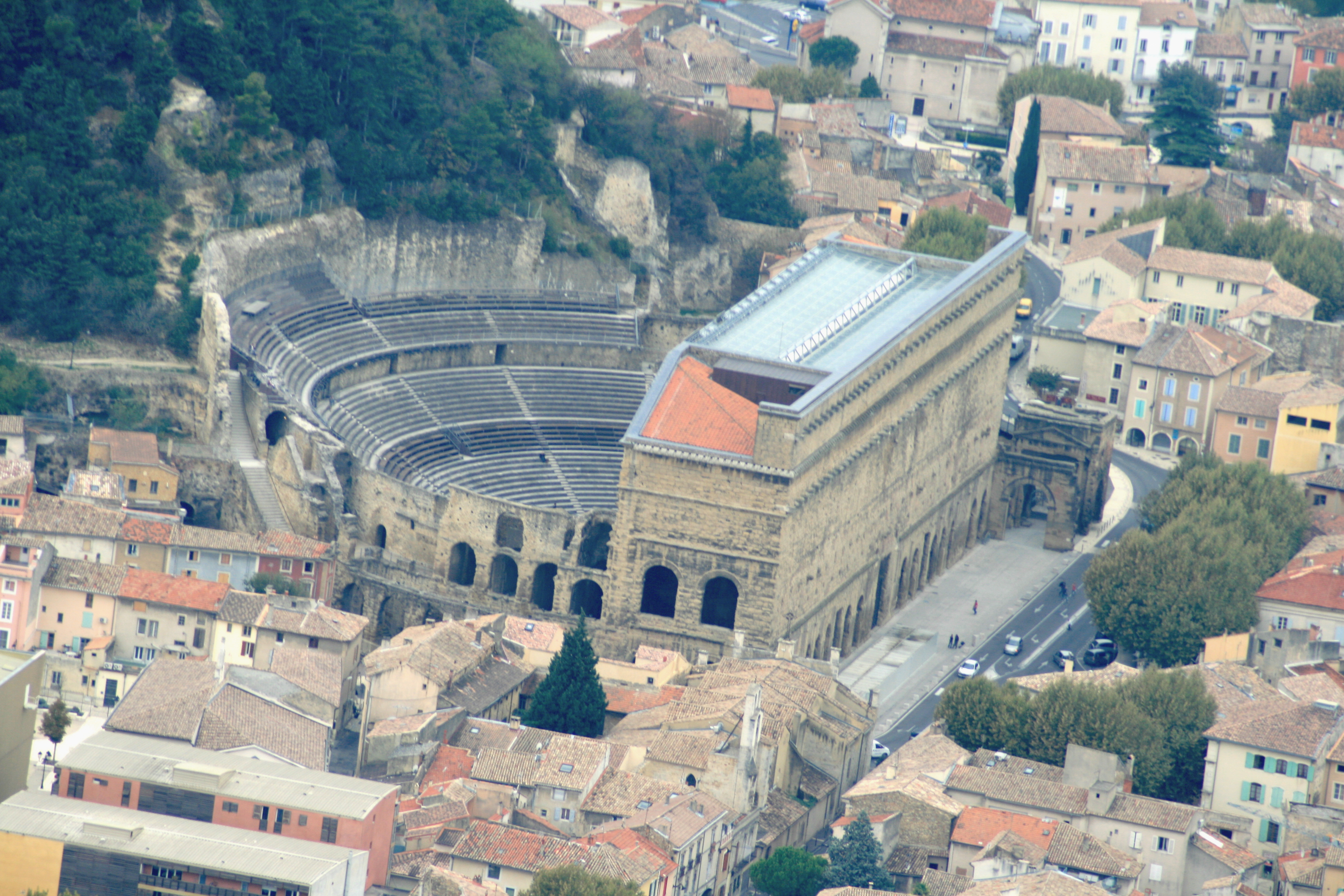
Római színház, mely ma is működik
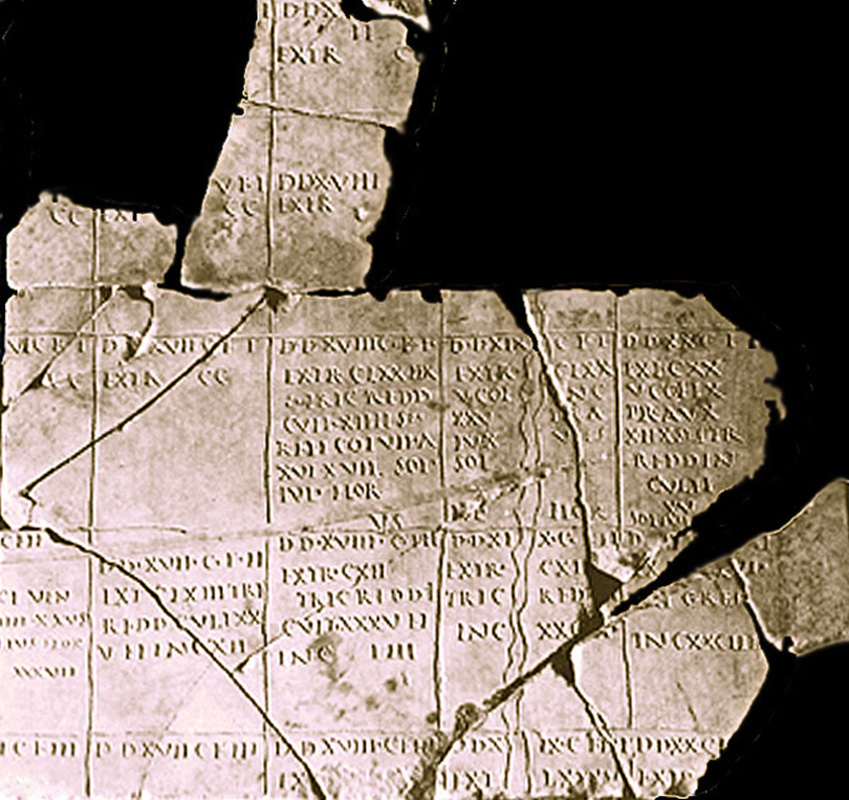
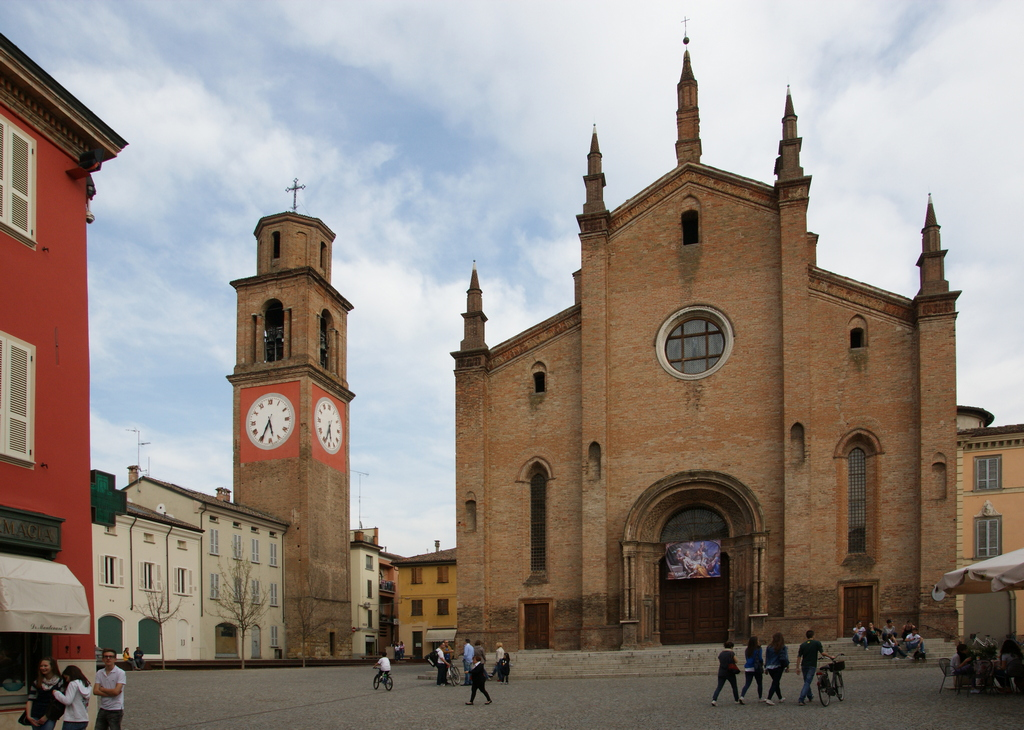
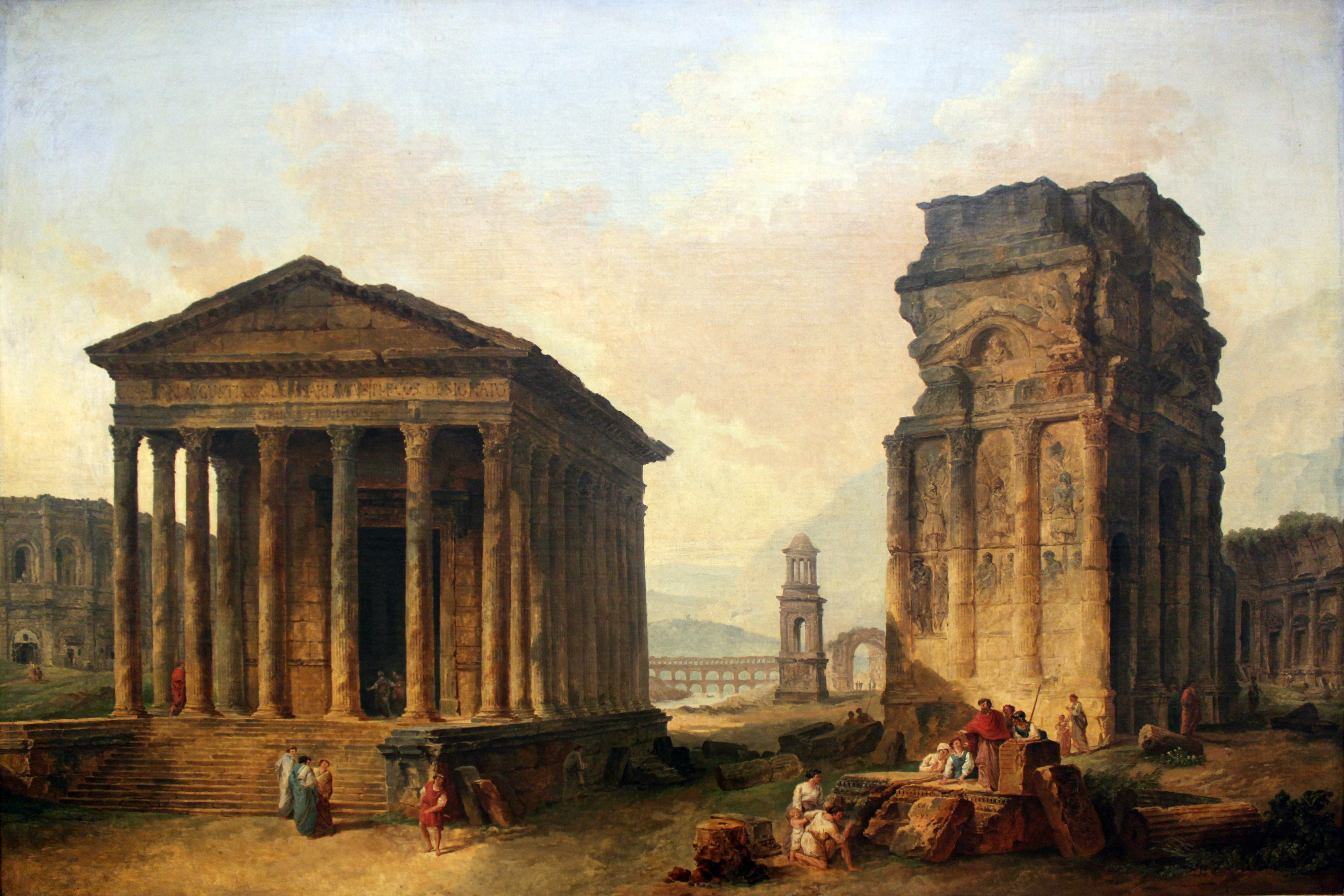
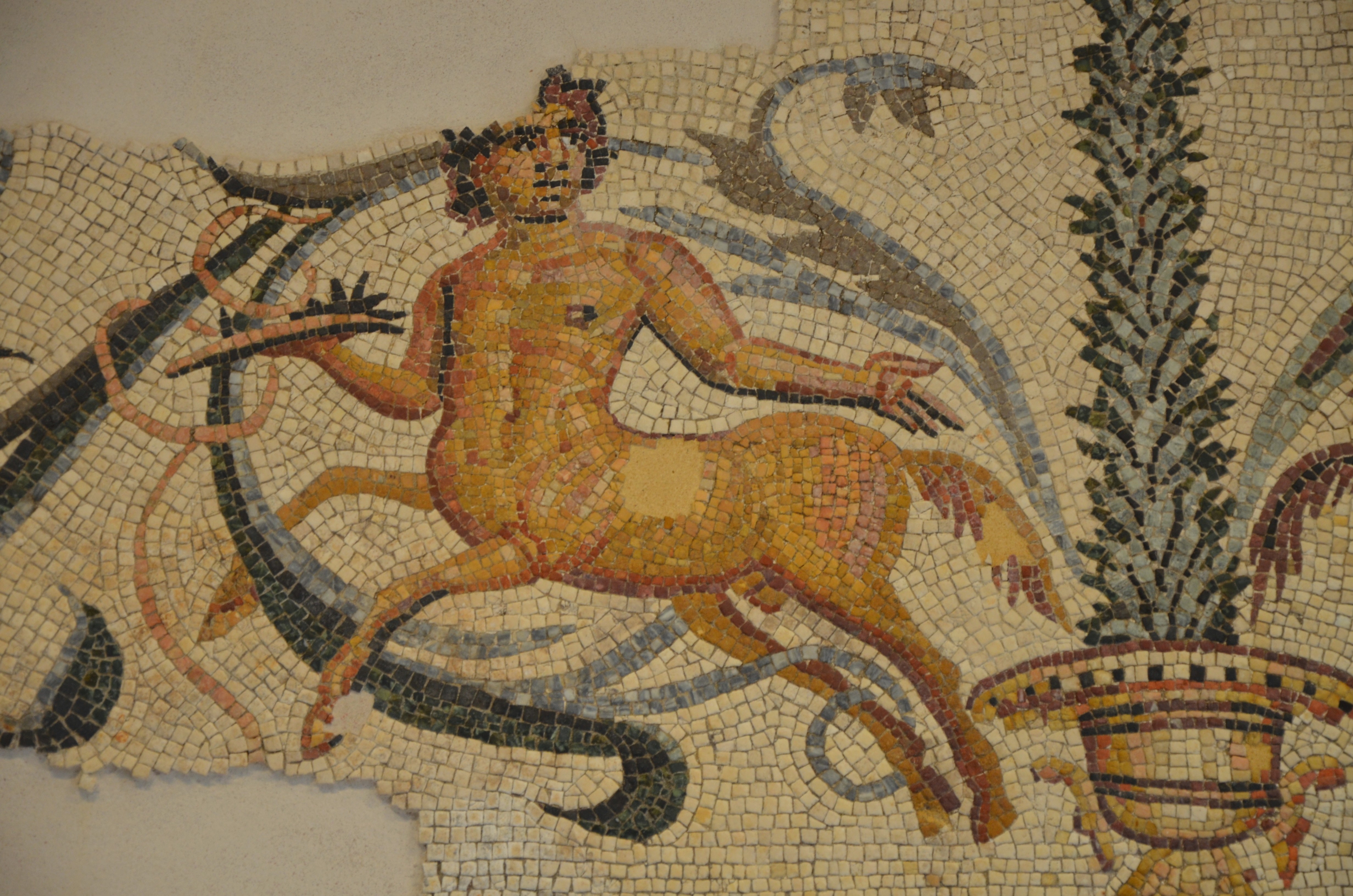